# 莫薩赫河
48°25′18″N 11°52′54″E / 48.421596824637696°N 11.8817138671875°E
莫薩赫河（德語：Moosach），是德國的河流，位於該國東南部，由巴伐利亞負責管轄，屬於伊薩爾河的左支流，河道全長38.3公里，流域面積189平方公里。